# Падалка Анатолій Захарович
Анатолій Захарович Падалка (6 жовтня 1924, місто Катеринослав, тепер Дніпро — 2004, місто Львів) — український радянський діяч, секретар Львівського обкому КПУ. Депутат Львівської обласної ради народних депутатів. Кандидат історичних наук (1963), доцент.

## Біографія
З серпня 1942 року — в Червоній армії. Учасник німецько-радянської війни з 1943 року. Служив комсомольським організатором 571-го стрілецького полку 317-ї стрілецької дивізії Окремої приморської армії (18-ї армії) Північнокавказького фронту.
Член ВКП(б) з 1942 року.
Перебував на відповідальній комсомольській роботі. На 1948 рік — 1-й секретар Сталінського районного комітету ЛКСМУ міста Львова.
У 1952—1956 роках — студент історичного факультету Львівського державного педагогічного інституту.
У 1956—1957 роках — заступник завідувача відділу партійних органів Львівського обласного комітету КПУ. У 1957—1958 роках — завідувач відділу пропаганди і агітації Львівського обласного комітету КПУ. У 1958—1960 роках — заступник завідувача відділу пропаганди і агітації Львівського обласного комітету КПУ.
У 1960—1963 роках — слухач Академії суспільних наук при ЦК КПРС у Москві.
У 1963 році захистив кандидатську дисертацію на тему «Досвід партійних організацій України по вихованню колгоспників в дусі комуністичного відношення до праці в роки розгорнутого будівництва комунізму».
У 1964—1971 роках — доцент кафедри історії КПРС Львівський державного університет імені Івана Франка.
З 14 грудня 1964 по 17 лютого 1967 року — завідувач відділу партійних органів (організаційно-партійної роботи) Львівського обласного комітету КПУ.
17 лютого 1967 — 19 липня 1986 року — секретар Львівського обласного комітету КПУ з питань промисловості і соціально-економічному розвитку.
19 липня 1986 року увільнений від обов'язків секретаря Львівського обкому КПУ «за станом здоров'я».
Потім — на пенсії в місті Львові.

## Звання
- молодший лейтенант
- старший лейтенант
- майор

## Нагороди
- орден Жовтневої Революції (.04.1981)
- орден Вітчизняної війни ІІ ст. (6.04.1985)
- орден Червоної Зірки (6.11.1943)
- орден «Знак Пошани» (28.10.1948)
- ордени
- медаль «За відвагу» (24.08.1943)
- медаль «За оборону Кавказу»
- медаль «За взяття Будапешта»
- медаль «За взяття Відня»
- медалі
- Почесна грамота Президії Верховної Ради Української РСР (3.10.1984)